# Аудра Плепите
Аудра Плепите (лит. Audra Plepytė-Jara; 30 жовтня 1971, Вільнюс) — литовська дипломатка. Постійний представник Литви при Організації Об'єднаних Націй (2017–2021). Надзвичайний і Повноважний Посол Литви у США (з 2021). 

## Життєпис
Народилася 30 жовтня 1971 року у Вільнюсі. У 1993 році закінчила Вільнюський університет зі ступенем бакалавра філософії, отримавши ступінь магістра філософії в 1995 році. Вона також має дипломи з міжнародних відносин Інституту міжнародних відносин і політичних наук Вільнюського університету (1992–1994) та дипломатичні дослідження в Оксфордському університеті (1995–1996).
З 1994 року працювала на посаді другого, третього секретаря відділу багатосторонніх відносин Міністерства закордонних справ Литви. З 1996 по 1997 роки вона обіймала посаду першого секретаря, виконувача обов'язків керівника відділу Америки в Міністерстві закордонних справ Литви. Пані Плепите обіймала різні посади радника уповноваженого в Раді держав Балтійського моря (1997–1998), виконувача обов'язків керівника відділу Північної Європи в Міністерстві закордонних справ Литви (1998–1999), радника посольства Литви у Вашингтоні (1999–1999), радник, заступник постійного представника при ООН у Постійному представництві Литви при Організації Об'єднаних Націй (1992–2002).
У 2003 році очолила відділ прав людини та неурядових організацій Міністерства закордонних справ Литви. З 2004 по 2008 рік була радником, заступником представника Комітету з політики та безпеки в Постійному представництві Литви при ЄС. У 2008 році стала начальником відділу міжнародних місій та запобігання конфліктам МЗС Литви, а з 2009 року — директором Департаменту кадрів Міністерства закордонних справ Литви.
З 2010 по 2014 роки була послом Литви в Іспанії, та послом до Всесвітньої туристичної організації. Вона була директором Департаменту Європейського Союзу в Міністерстві закордонних справ (2014–2017), перш ніж була призначена Постійним представником Литви при Організації Об'єднаних Націй в Нью-Йорку в серпні 2017 року. У січні 2021 року була обрана головою виконавчої ради Дитячого фонду ООН (ЮНІСЕФ). 21 квітня 2021 року вона була призначена послом Литви в США. З травня 2021 року посол Литви в Сполучених Штатах Мексики за сумісництвом.